# Doulevant-le-Petit
Doulevant-le-Petit är en kommun i departementet Haute-Marne i regionen Grand Est (tidigare regionen Champagne-Ardenne) i nordöstra Frankrike. Kommunen ligger i kantonen Wassy som tillhör arrondissementet Saint-Dizier. År 2022 hade Doulevant-le-Petit 16 invånare.

## Befolkningsutveckling
Antalet invånare i kommunen Doulevant-le-Petit
| Referens: INSEE |